# 城南新区街道
城南新区街道，是中华人民共和国湖北省随州市曾都区下辖的一个乡镇级行政单位。

## 行政区划
城南新区街道下辖以下地区：
陨水社区、白桃村、永久村和前进村。